# Volkershausen (Maßbach)
Volkershausen ist ein Gemeindeteil des Marktes Maßbach im unterfränkischen Landkreis Bad Kissingen in Bayern.

## Geographische Lage
Das Kirchdorf Volkershausen liegt am Maßbach, der bei Ebertshausen (Üchtelhausen) entspringt und bei Maßbach in die Lauer mündet. Von Volkershausen aus führen die Kreisstraße KG 2 nordwestwärts nach Maßbach und die Kreisstraße SW 7 südwärts nach Madenhausen, einem Gemeindeteil von Üchtelhausen. Ostwärts geht die Kreisstraße KG 23 in die SW 32 über.

## Geschichte
In alten Urkunden wird das Dorf Volcoltshusen, Volcoltishusyn, Voccoltishysyn genannt. Vielleicht hat es seinen Namen von einem Volcolt (Folger), einem fränkischen Siedler. Erstmals urkundlich erwähnt wurde der Ort 1198. Bis zu diesem Jahr waren dem Priester von Maßbach drei Teile des Zehnten von Voccoltishysyn und Mattenhusyn (Madenhausen) vom St.-Stephans-Kloster Würzburg verliehen. Abt Gerold des Stephansklosters verlieh davon zwei Zehntteile dem Klosterpfleger Wolfger von Hohenburg (Homburg).
Die Kirche Mariä Empfängnis wurde 1950 als Kapelle errichtet.
Am 1. Januar 1972 wurde Volkershausen nach Maßbach eingemeindet.